# Triebischvorstadt

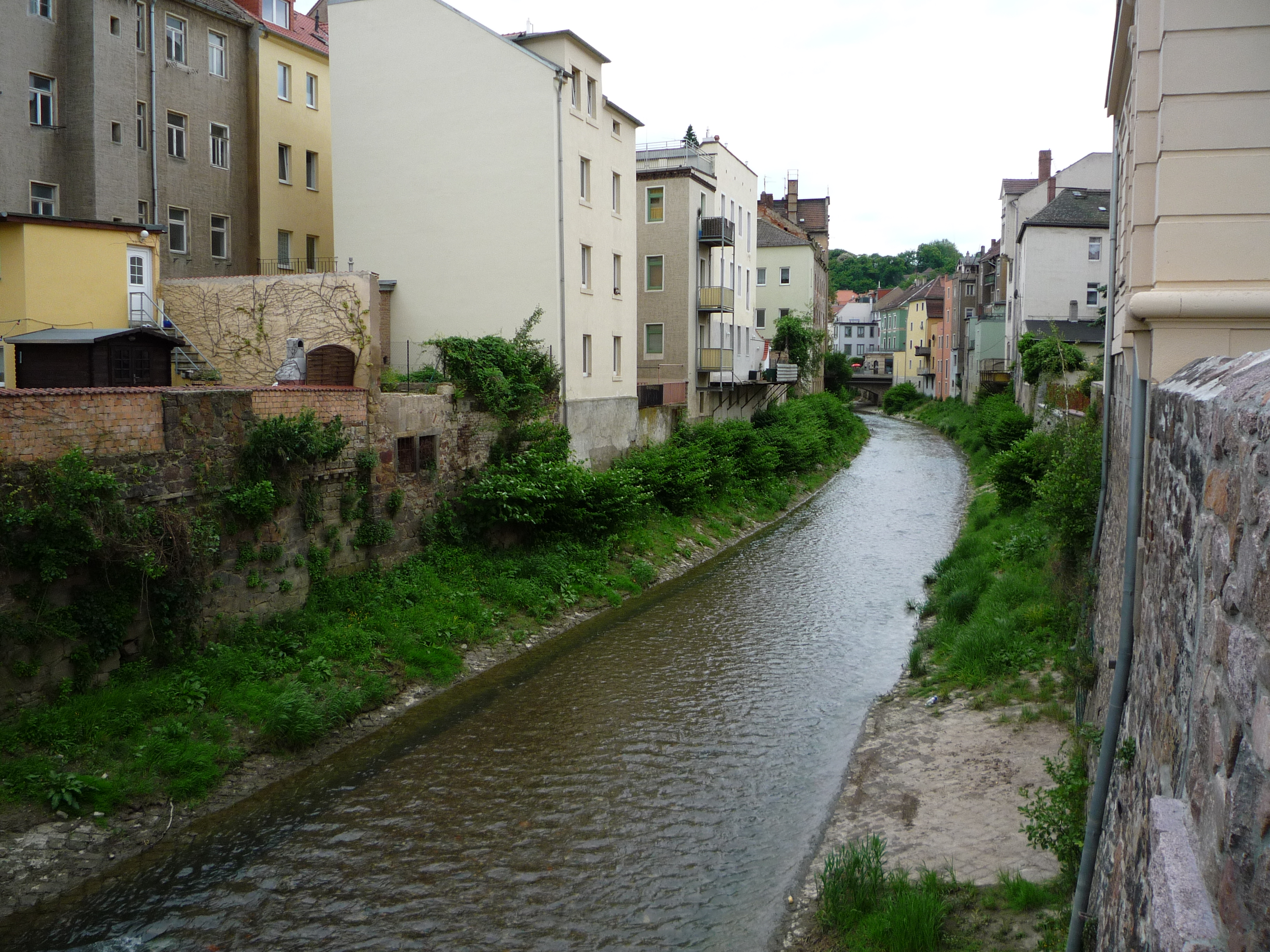
Triebisch in der Triebischvorstadt, im Hintergrund die Brücke Martinstraße

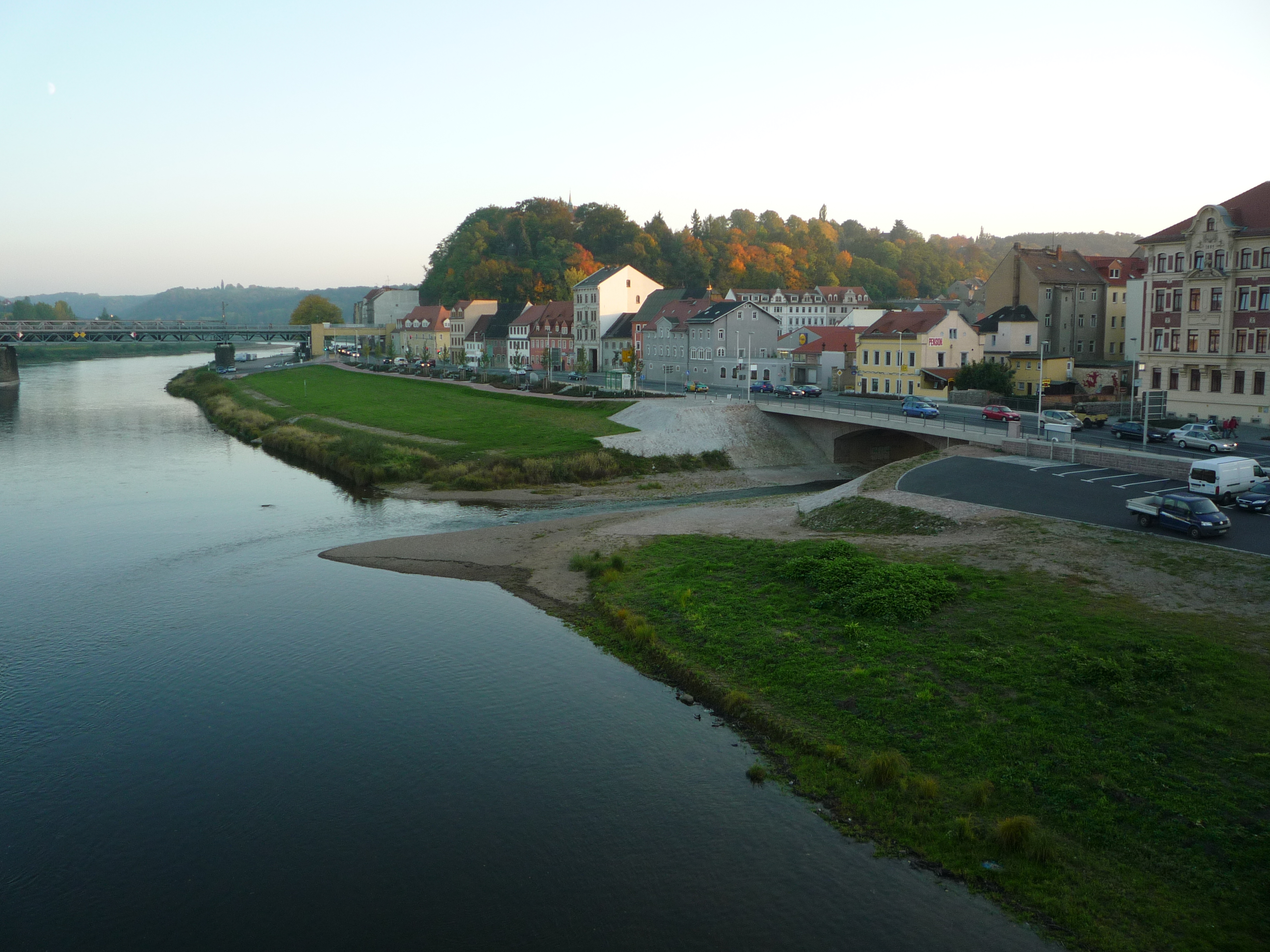
Mündung der Triebisch in die Elbe, links die Meißner Eisenbahn-Elbbrücke

Die Triebischvorstadt ist eine alte Vorstadt von Meißen, Sachsen. Im Jahr 2018 hatte der Stadtteil 1064 Einwohner.

## Geographie
Der Stadtteil liegt in der Gemarkung Meißen beiderseits der Triebisch unmittelbar oberhalb von deren Mündung in die Elbe. Dabei nimmt die Triebischvorstadt den gesamten südlichen Teil der Talweitung an der Triebischmündung ein, den nördlichen Teil füllt die Meißner Altstadt aus. Südwestlich benachbart und weiter flussaufwärts liegt der Stadtteil Triebischtal. Südlich der Vorstadt erhebt sich der Plossen, der südöstliche Nachbarstadtteil ist Neudörfchen. Gegenüber, auf der anderen Elbseite, liegen Vorbrücke und Cölln.
Die Außengrenze des Stadtteils verläuft zunächst ab der Eisenbahn-Elbbrücke entlang der Bahnstrecke Borsdorf–Coswig bis zur Unterführung im Zuge der Wilsdruffer Straße. Von dort führt sie weiter über die Kerstingstraße zur Talstraße (zugleich Begrenzungen des Käthe-Kollwitz-Parks) und folgt dieser bis zum Stiftsweg. Weiter verläuft die Stadtteilgrenze über den Stiftsweg selbst sowie die Straße Am Steinberg und die Görnische Gasse bis zur Kerbe. Von dort führt sie entlang der Neu- und der Gerbergasse zur Elbe, um schließlich an der Eisenbahnbrücke wieder zum Ausgangspunkt zu treffen.
In der Triebischvorstadt hält die Linie S 1 der Dresdner S-Bahn an dem Haltepunkt „Meißen Altstadt“. Wichtigste Straßen im Stadtteil sind die Bundesstraße 6 (Uferstraße) und die Staatsstraße 177 (Neumarkt/Poststraße). Mit der Kerstingstraße, dem Nicolaisteg, dem Hahnemannsplatz, der Martin- und der Uferstraße verfügt der Stadtteil über fünf Brücken über die Triebisch. Weitere Straßen und Plätze in der Vorstadt sind die Wettinstraße, der Roßmarkt, die Fährmannstraße und die Obergasse. An der Poststraße befindet sich die zentrale Filiale der Deutschen Post in Meißen. Die wichtigste Einkaufsstraße ist die Martinstraße. Direkt an der Elbe verläuft eine begrünte Uferpromenade.

## Geschichte
Die Triebischvorstadt lag südlich außerhalb der Meißner Stadtmauer. Ihr historisches Zentrum ist der Neumarkt, der um 1250 entstand. Dort entwickelte sich eine jüdische Gemeinde, die auch eine Synagoge besaß, aber 1349 – als Brunnenvergifter und Kindermörder diffamiert – wieder ausgelöscht wurde. Einhergehend mit einem allgemeinen wirtschaftlichen Niedergang, bildete sich der Neumarkt zu einer unbedeutenden, von Gärtnern und Töpfern bewohnten Vorstadtsiedlung zurück.

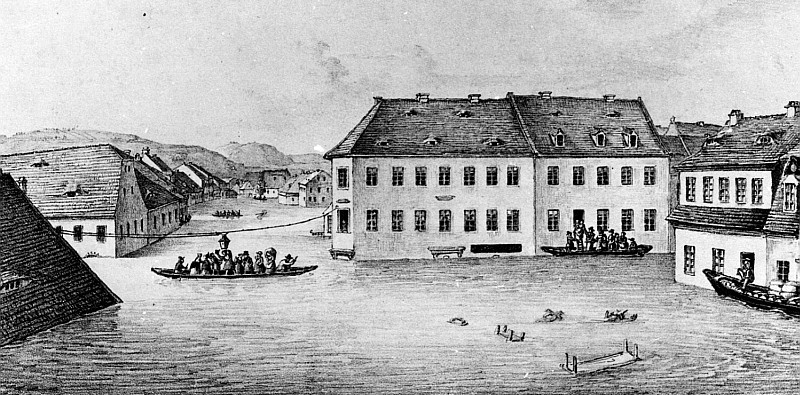
Roßmarkt und Neugasse in der Triebischvorstadt beim Elbhochwasser 1845

Schon in der Gründungszeit der Neumarktsiedlung entstand auch eine Kirche, die heutige Nikolaikirche. Ursprünglich handelte es sich dabei um eine romanische Kapelle mit jeweils quadratischem Chor und Langhaus. Im Verlaufe der Hussitenkriege wurde sie 1429 teilweise zerstört und anschließend mit einem verlängerten Chor ausgestattet. Im Jahre 1929 erfuhr sie eine Umgestaltung zur Gedenkstätte für die Toten des Ersten Weltkriegs und erhielt eine reichhaltige Ausstattung mit Meißner Porzellan, darunter mit über 2,50 Metern Höhe die größten jemals hergestellten Porzellanfiguren.
Ursprünglich war die unmittelbare Umgebung der Triebischaue selbst von kleineren Hochwassern stark gefährdet und blieb deshalb lange unbebaut. Südlich des Fleischer- und des Jüdentores befanden sich nur Scheunen, Ziegeleien und wenige Wohnhäuser, aus denen sich später eine kleine Vorstadt entwickelte. Hier lebten zunächst vorwiegend Fuhrleute, dann weniger angesehene Handwerker, darunter Gerber und Fleischer. Im April 1755 wurde Samuel Hahnemann, der Begründer der Homöopathie, in der Meißner Triebischvorstadt geboren. Am Nachfolgebau seines Geburtshauses im Bereich Neumarkt/Hahnemannsplatz erinnert eine Gedenktafel an ihn. Von den Elbhochwassern 1845 und 2002 war die Triebischvorstadt naturgemäß von allen Meißner Stadtteilen am stärksten betroffen.
Im 19. Jahrhundert wurde das Gebiet planmäßig in Straßen aufgeteilt und dicht bebaut. Dabei waren auch Handwerk und Industrie ansässig, darunter die Teichert-Werke. Am Neumarkt befand sich außerdem der Sitz der Amtshauptmannschaft Meißen. Charakteristisch sind heute die meist vierstöckigen Wohnhäuser aus der Gründerzeit. In der ersten Hälfte des 20. Jahrhunderts verkehrte die Straßenbahn Meißen durch den Stadtteil. Auf dem früheren Gelände der Teichert-Werke eröffnete am 8. März 2012 das Einkaufszentrum Neumarkt-Arkaden.